# 78º Reggimento fanteria "Lupi di Toscana"
Il 78º Reggimento fanteria "Lupi di Toscana" è un'unità militare del Regio Esercito Italiano e dell'Esercito Italiano. Nel 2022 il reparto è stato ricostituito alle dipendenze della Divisione "Vittorio Veneto" come 78º Reparto Comando e Supporti Tattici "Lupi di Toscana".

## Storia

### Le origini
Il 1 aprile 1871 due Reggimenti Granatieri (7 e 8 Rgt.) della Brigata Toscana, costituita nel 1862, cambiano la denominazione in 77º e 78º Rgt. F. "Toscana".

Il 22 gennaio 1891 viene concesso un attestato di benemerenza dal Ministro della Marina per il salvataggio dell’equipaggio di una torpediniera che stava per affondare nell'Adriatico.

1895-96: alcuni Reparti partecipano alla battaglia di Adua.

1911-12: partecipazione alla campagna di Libia con 20 Ufficiali, 20 Sottufficiali e 1551 soldati.

### Nella prima guerra mondiale (1915-1918)

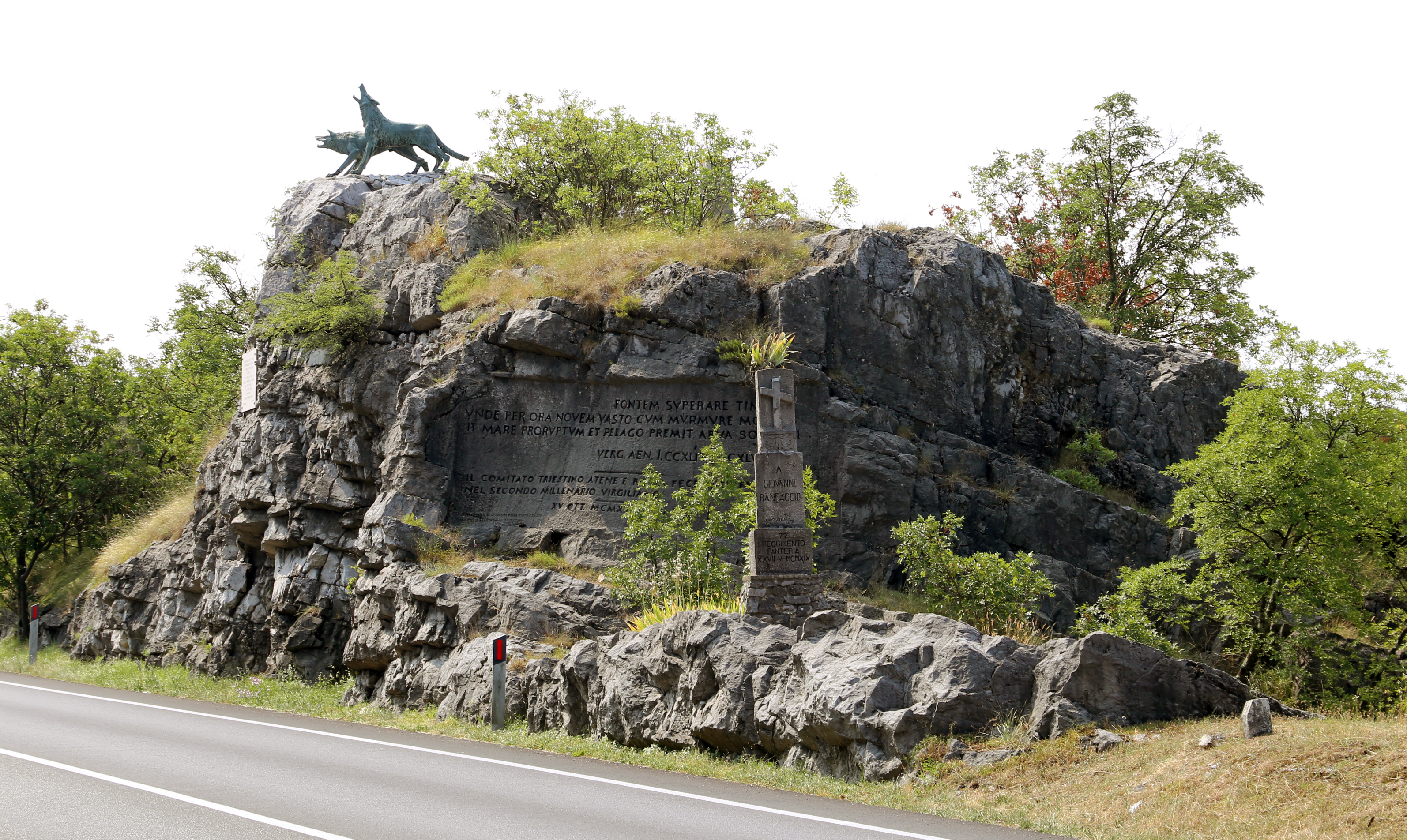
San Giovanni di Duino, monumento alla brigata Lupi di Toscana

24 maggio 1915: è dislocato nel settore delle Giudicarie all'interno della Brigata Toscana (77º e 78º Rgt.).
25 maggio 1915: passa il confine.
20 ottobre 1915: conquista il Monte Melino (Castel Condino, Trento). Qui il nemico, sbigottito, chiamò "Lupi" gli implacabili Fanti della Brigata Toscana.
6 agosto 1916: con azione rapida, decisa, brillante, supera le difese nemiche del Sabotino (Gorizia), infliggendo gravi perdite e catturando numerosi prigionieri. Per questa eroica azione viene concessa la medaglia d'Argento al V.M.
3 novembre 1916: "data della festa del corpo" con una brillante manovra, i soldati del 78º conquistano il Dosso Faiti (Carso Goriziano).
23-28 maggio 1917: il 78º compie brillanti azioni sul viadotto di Flondar e sulle pendici dell'Hermada fino alle foci del Timavo. Muore il Maggiore Giovanni Randaccio trascinatore e animatore di ogni battaglia.
23-24-25 dicembre 1917: conquista la seconda medaglia d'argento per il valore e l'ardimento dimostrato nel fronteggiare l'avanzata nemica sulle linee del Col del Rosso – Col di Echele (Altipiano di Asiago).
29 giugno 1918: conquista il Monte Cornone.
30 ottobre 1918: oltrepassa il Piave e, continuando nella sua avanzata, riesce a catturare molti nemici.
4 novembre 1918: raggiunge Codroipo. Per magnifiche doti di valore dimostrate dal 78º durante tutta la Prima Guerra Mondiale, la Bandiera del reggimento viene decorata della massima ricompensa al valor militare: la medaglia d'oro. In occasione della guerra 1915-1918 al Reggimento viene concessa anche la Croce di Cavaliere dell'Ordine Militare di Savoia.

### Tra le due guerre mondiali
1º-26 dicembre 1923: un reparto del Reggimento accorre a prestare la sua opera di soccorso alle popolazioni sinistrate dall'inondazione delle dighe del Gleno in Val Dezzo, meritandosi l'attestato di Pubblica 
Benemerenza del Ministro dell'Interno.
15 dicembre 1938: per effetto del nuovo ordinamento del Regio Esercito la divisione e la brigata "Leonessa", vengono sciolte dando vita alla 7ª Divisione Fanteria "Lupi di Toscana" che si articola su due reggimenti di fanteria, il 77º ed il 78º, ed uno d'artiglieria campale (il 30º).

### Nella seconda guerra mondiale (1939-1945)
10 gennaio 1941: Zona Mali Taronine (fronte Greco- Albanese). Scavalca la Divisione Alpina Julia e al mattino, anche se privo del supporto delle armi pesanti, attacca con impeto il nemico. Alla fine della giornata gli obiettivi fissati sono raggiunti, conquistati e saldamente tenuti.
15-20 gennaio 1941: Zona Klisura. A prezzo di sacrifici indescrivibili e perdendo quasi la metà dei suoi effettivi, riesce a 
contenere prima e arrestare poi, lo slancio del nemico.
18 marzo 1941: Zona Tepeleni. Il 78º resiste tenacemente a prezzo di molte vite, ad un violento attacco.
14-21 aprile 1941: è impegnato in una violenta azione offensiva a respingere le truppe greche entro i loro confini.
21 aprile 1941: i fanti del 78º varcano nuovamente la frontiera Greco-Albanese respingendo il nemico su posizioni arretrate (Valle Zagorias).
6 ottobre 1941: rientra in Patria e raggiunge la sede di Bergamo, accolto dalla popolazione dove, quale parte del IV Corpo d'Armata (Bari - Cacciatori delle Alpi - Julia - Lupi di Toscana - Pusteria - Siena), per il coraggio ed il valore dimostrato nei mesi precedenti, riceve la Croce di Ferro al Merito con la motivazione "E tra... e l'Osum sui fronti tenuti dal IV Corpo d'Armata ... che furono spezzate le reni ai Greci" - Dicembre 1940 / Aprile 1941.
11 novembre 1942: viene inviato in Francia, nella zona di Marsiglia.
4 settembre 1943: riceve l'ordine di rientrare in Patria.
12 settembre 1943: nella zona di Cerveteri (Roma) il 78º ha un violento scontro con unità motorizzate tedesche.
13 settembre 1943: a seguito di accordi intercorsi tra il Comando Militare di Roma e le autorità tedesche, il Reggimento viene sciolto con gli onori militari; la Bandiera viene portata al Vittoriano per la custodia.

### Storia recente

#### Dalla ricostituzione ai giorni nostri

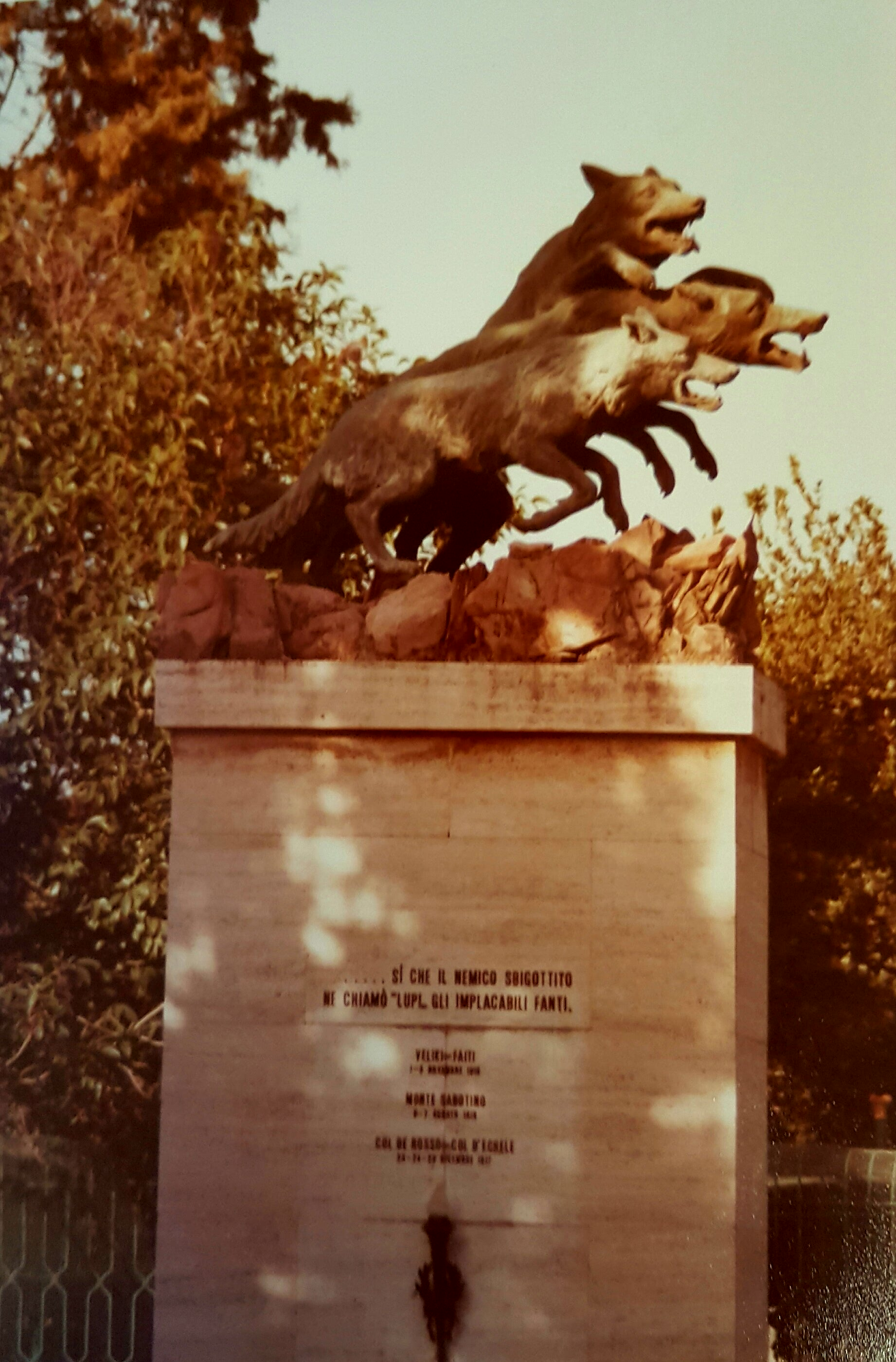
Statua dei Lupi di Toscana alla Caserma Gonzaga di Scandicci, 1983

1º aprile 1947: il 78º Rgt. viene costruito a Firenze, nella Caserma "Gen. Ferrante Gonzaga" di Scandicci.
1º dicembre 1958: con il nuovo ordinamento delle GG.UU, che comporta lo scioglimento della Divisione "Friuli", il 78º entra a far parte della Brigata di fanteria "Friuli".
4 novembre 1966 - marzo 1967: il Reggimento si prodiga nell'opera di soccorso alla popolazione di Firenze colpita da catastrofica alluvione e merita un altro attestato di pubblica benemerenza dal Ministro degli Interni.
1979: partecipa alla sorveglianza della linea ferroviaria Bologna – Firenze.
1985: entra a far parte della Forza d'intervento rapido (F.I.R.) e partecipa alle relative attività addestrative.
1986-1988: a turni di compagnia, è impiegato nell'isola di Pantelleria.
1988: partecipa con la Brigata Friuli (in qualità di componente F.I.R.) ad esercitazione in Aspromonte.
1991: presidia obiettivi sensibili in occasione della Guerra del Golfo.
1991-1992: partecipa alle operazioni di soccorso a vari Comuni alluvionati, siti nel territorio della Provincia di Firenze, come ad esempio: Campi Bisenzio, Greve, Incisa, Scandicci, Lastra a Signa, Signa, Firenze stessa, ecc.
1992-1995: il 78º partecipa con i suoi uomini all'operazione "Vespri Siciliani" per il mantenimento dell'ordine pubblico durante l'epoca delle stragi mafiose nei primi anni '90, nelle cittadine di Sciacca (AG) e Gela (CL).
1993: con il basco blu e la divisa desertica, i Lupi di Toscana prestano la loro opera in terra Somala, al servizio dell'ONU all'interno della Operazione Ibis, assumendo la responsabilità del settore Nord di UNOSOM I. Garantiscono l'ordine nel settore assegnato e, nell'effettuare operazioni di assistenza umanitaria e controllo del territorio, sono oggetto di 6 attacchi da parte di guerriglieri somali. Il 78º è stato il primo reparto italiano, con la Brigata Paracadutisti "Folgore", ad essere impegnato in combattimento dopo la seconda guerra mondiale. Il 9 ottobre, scoperto un ingente deposito clandestino di armi e munizioni, i Lupi sono coinvolti in un pesante scontro a fuoco nella città di Beled Weyne, conclusosi, grazie alla professionalità dei suoi effettivi, con il maggior sequestro di armi nell'ambito dell'Operazione ONU e minime perdite umane nazionali (6 feriti leggeri) e somale (2 morti). Per l'ottimo comportamento in Somalia, è stata conferita la medaglia d'Argento al valore dell'Esercito alla Bandiera.
5 settembre 1995: a seguito della ristrutturazione dell'esercito Italiano decisa dall'Autorità Centrale, il Reggimento viene sciolto e la Bandiera viene portata al Museo delle Bandiere, presso l'Altare della Patria, a Roma.
1º luglio 1998: il Reparto viene ricostituito, come Reggimento Addestramento Volontari a Scandicci, nella Caserma che l'ha visto crescere, e la Bandiera ritorna a Firenze a testimoniare le glorie dei Lupi di ogni tempo.
28 marzo 2008: Il Reggimento viene soppresso. La gloriosa Bandiera viene portata con una semplice ma significativa cerimonia al Museo delle Bandiere, presso l'Altare della Patria a Roma.
7 ottobre 2022: a Firenze il Reparto Comando e Supporti Tattici "Vittorio Veneto riceve la Bandiera di guerra del disciolto 78º Reggimento fanteria e assume la denominazione ufficiale di 78º Reparto Comando e Supporti Tattici "Lupi di Toscana", ereditando la storia, le tradizioni e i simboli del Reggimento.

Fregio dell'Arma di Fanteria dell'Esercito Italiano (usato per la Fanteria di Linea)

## Stemma
Scudo Partito semitroncato; nel 1º d'argento al giglio di Firenze bottonato di rosso; nel 2º d'azzurro a tre monti al naturale, ristretti, accompagnati in alto da due stelle d'argento; nel 3º di rosso all'elmo di Scanderbeg. Il tutto abbassato al capo d'oro, con il quartier franco di rosso alla burella d'argento, a due teste di lupo rivoltate, sul tutto.
Corona turrita.
Ornamenti esteriori:
lista bifida: d'oro, svolazzante, collocata sotto la punta dello scudo, incurvata con la concavità rivolta verso l'alto, riportante il motto: "TUSCI AB HOSTIUM GREGE LEGIO VOCATI LUPORUM"
onorificenza: accollata alla punta dello scudo con l'insegna dell'Ordine Militare d'Italia pendente al centro del nastro con i colori della stessa.
nastri rappresentativi delle ricompense al Valore:

## Insegne e Simboli

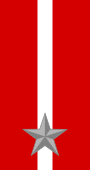
Mostrine del 78° "Lupi di Toscana"

- Il Reggimento indossa il fregio della Fanteria (composto da due fucili incrociati sormontati da una bomba con una fiamma dritta). Al centro nel tondino è riportato il numero "78".
- Le mostrine del reggimento sono rettangolari di colore rosso e striscia centrale bianca. Alla base della mostrina si trova la stella argentata a 5 punte bordata di nero, simbolo delle forze armate italiane.

## Motto del Reggimento
Tusci ab hostium grege legio vocati luporum. Il significato del motto del Reggimento è: "Toscani, dal gregge dei nemici chiamati 'legione di lupi'".

## Festa del reggimento
03 novembre

## Persone legate al reggimento
- Gabriele D'Annunzio, legato alla memoria dell'amico fraterno, il maggiore Giovanni Randaccio (caduto sul Timavo), nel 1924 regalò ai Lupi la Croce del Sangue contenente una particola di stoffa dell'uniforme del predetto, intrisa del suo sangue;
- Paolo Puntoni, che ne fu comandante;
- Romero Salgàri, secondogenito del noto romanziere Emilio Salgari, fu tenente degli Arditi nei Lupi di Toscana nella prima guerra mondiale, dove fu ferito due volte e decorato con la medaglia d'argento al valor militare.[4]
- Elio Gori